# Hrvatski girevoy sport savez
Hrvatski girevoy sport savez (HGSS) je hrvatska krovna organizacija za girevoy sport.
Međunarodni naziv za Hrvatski girevoy sport savez je Croatian Girevoy Sport Federation.
Osnovan je 14. prosinca 2014. u Bjelovaru.
Član je International Union of Kettlebell Lifting (IUKL) od 27. prosinca 2014.

## Svjetsko prvenstvo
amaterska i profesionalna kategorija zajedno; open dobna skupina

### Klasično
| # | Girevik         | A,P | Zlato | Srebro | Bronca | Ukupno |
| - | --------------- | --- | ----- | ------ | ------ | ------ |
| 1 | Ana Martinčić   |     | 0     | 1      | 1      | 2      |
| 2 | Lucija Vojnović |     | 0     | 1      | 0      | 1      |

### Maraton
održava se tek od 2015.

## Nacionalni rekordi
apsolutni rekordi (neovisni o dobnoj kategoriji)
| WR  | Svjetski rekord |
| *   | biatlon rezultat je zbroj bodova ostvarenih u jerku (broj ponavljanja x 1 bod) i snatchu (broj ponavljanja x 0.5 boda) |
| (x) | označava s koliko se girji navedene težine istovremeno izvodi vježba (1 girja po ruci)                                 |

### Klasične vježbe - IUKL
| Kategorija | Disciplina                   | Disciplina                   | Disciplina                   | Disciplina                   | Disciplina                   | Disciplina                   | Disciplina                   | Disciplina                   |
| ---------- | ---------------------------- | ---------------------------- | ---------------------------- | ---------------------------- | ---------------------------- | ---------------------------- | ---------------------------- | ---------------------------- |
| muškarci   | broj ponavljanja / 10 minuta | broj ponavljanja / 10 minuta | broj ponavljanja / 10 minuta | broj ponavljanja / 10 minuta | broj ponavljanja / 10 minuta | broj ponavljanja / 10 minuta | broj ponavljanja / 10 minuta | broj ponavljanja / 10 minuta |
| muškarci   | 32 kg (2 pood)               | 32 kg (2 pood)               | 32 kg (2 pood)               | 32 kg (2 pood)               | 24 kg (1.5 pood)             | 24 kg (1.5 pood)             | 24 kg (1.5 pood)             | 24 kg (1.5 pood)             |
| muškarci   | long cycle (x2)              | biatlon *                    | jerk (x2)                    | snatch (x1)                  | long cycle (x2)              | biatlon *                    | jerk (x2)                    | snatch (x1)                  |
|            |                              |                              |                              |                              |                              |                              |                              |                              |
| +95 kg     | 60 D. Zorica                 |                              | 36 H. Horvat                 | 67 H. Horvat                 | 66 K. Korper                 |                              | 61 V. Selak                  | 123 V. Selak                 |
| -95 kg     |                              |                              |                              |                              | 58 Z. Hakenberg              |                              |                              |                              |
| -85 kg     |                              |                              |                              |                              |                              |                              |                              |                              |
| -78 kg     |                              |                              |                              |                              | 44 K. Koturac                |                              |                              |                              |
| -73 kg     |                              |                              |                              |                              |                              |                              |                              |                              |
| -68 kg     |                              |                              |                              |                              |                              |                              |                              |                              |
| -63 kg     |                              |                              |                              |                              |                              |                              |                              |                              |

| Kategorija | Disciplina                   | Disciplina                   | Disciplina                   | Disciplina                   |
| ---------- | ---------------------------- | ---------------------------- | ---------------------------- | ---------------------------- |
| žene       | broj ponavljanja / 10 minuta | broj ponavljanja / 10 minuta | broj ponavljanja / 10 minuta | broj ponavljanja / 10 minuta |
| žene       | 24 kg (1.5 pood)             | 24 kg (1.5 pood)             | 16 kg (1 pood)               | 16 kg (1 pood)               |
| žene       | long cycle (x1)              | snatch (x1)                  | long cycle (x1)              | snatch (x1)                  |
|            |                              |                              |                              |                              |
| +68 kg     |                              |                              |                              |                              |
| -68 kg     |                              |                              |                              |                              |
| -63 kg     |                              | 103 Ana Martinčić            |                              |                              |
| -58 kg     |                              |                              |                              | 160 Lucija Vojnović          |

### Maraton vježbe - IKMF
| Kategorija | Disciplina                             | Disciplina                             | Disciplina                             | Disciplina                             | Disciplina                                 | Disciplina                                 | Disciplina                                 | Disciplina                                 |
| ---------- | -------------------------------------- | -------------------------------------- | -------------------------------------- | -------------------------------------- | ------------------------------------------ | ------------------------------------------ | ------------------------------------------ | ------------------------------------------ |
| muškarci   | broj ponavljanja / 60 minuta (maraton) | broj ponavljanja / 60 minuta (maraton) | broj ponavljanja / 60 minuta (maraton) | broj ponavljanja / 60 minuta (maraton) | broj ponavljanja / 30 minuta (polumaraton) | broj ponavljanja / 30 minuta (polumaraton) | broj ponavljanja / 30 minuta (polumaraton) | broj ponavljanja / 30 minuta (polumaraton) |
| muškarci   | 24 kg (1.5 pood)                       | 24 kg (1.5 pood)                       | 24 kg (1.5 pood)                       | 24 kg (1.5 pood)                       | 32 kg (2 pood)                             | 32 kg (2 pood)                             | 32 kg (2 pood)                             | 32 kg (2 pood)                             |
| muškarci   | long cycle (x1)                        | jerk (x1)                              | snatch (x1)                            | half snatch (x1)                       | long cycle (x1)                            | jerk (x1)                                  | snatch (x1)                                | half snatch (x1)                           |
|            |                                        |                                        |                                        |                                        |                                            |                                            |                                            |                                            |
| +85 kg     |                                        |                                        |                                        |                                        |                                            |                                            |                                            |                                            |
| -85 kg     |                                        |                                        |                                        |                                        |                                            |                                            |                                            |                                            |
| -75 kg     |                                        |                                        |                                        |                                        |                                            |                                            |                                            |                                            |

| Kategorija | Disciplina                             | Disciplina                             | Disciplina                             | Disciplina                             | Disciplina                                 | Disciplina                                 | Disciplina                                 | Disciplina                                 |
| ---------- | -------------------------------------- | -------------------------------------- | -------------------------------------- | -------------------------------------- | ------------------------------------------ | ------------------------------------------ | ------------------------------------------ | ------------------------------------------ |
| žene       | broj ponavljanja / 60 minuta (maraton) | broj ponavljanja / 60 minuta (maraton) | broj ponavljanja / 60 minuta (maraton) | broj ponavljanja / 60 minuta (maraton) | broj ponavljanja / 30 minuta (polumaraton) | broj ponavljanja / 30 minuta (polumaraton) | broj ponavljanja / 30 minuta (polumaraton) | broj ponavljanja / 30 minuta (polumaraton) |
| žene       | 16 kg (1 pood)                         | 16 kg (1 pood)                         | 16 kg (1 pood)                         | 16 kg (1 pood)                         | 20 kg (1.25 pood)                          | 20 kg (1.25 pood)                          | 20 kg (1.25 pood)                          | 20 kg (1.25 pood)                          |
| žene       | long cycle (x1)                        | jerk (x1)                              | snatch (x1)                            | half snatch (x1)                       | long cycle (x1)                            | jerk (x1)                                  | snatch (x1)                                | half snatch (x1)                           |
|            |                                        |                                        |                                        |                                        |                                            |                                            |                                            |                                            |
| +70 kg     |                                        |                                        |                                        |                                        |                                            |                                            |                                            |                                            |
| -70 kg     |                                        |                                        |                                        |                                        |                                            |                                            |                                            |                                            |
| -60 kg     |                                        |                                        |                                        |                                        |                                            |                                            |                                            |                                            |

Ultramaratoni
Ne održavaju se natjecanja nego IKMF održava tzv. challenge na kojima je moguće rušiti svjetski rekord u jednoj od disciplina (1 girja: long cycle, jerk, snatch, half snatch; 2 girje: long cycle). Setovi traju od 2-24 sata (po izboru) izuzev za disciplinu long cycle s 2 girje koja se održava u formatima 30 minuta i 60 minuta. Switch je dozvoljen neograničeno puta te je za razliku od ostalih disciplina u kojima je to istovremeni prestanak vježbe girju moguće spustiti na pod. Težinske kategorije su iste kao i za maraton. Rekordi se mogu postavljati za bilo koju od sljedećih težina girje: muškarci (16, 18, 20, ..., 40kg) i žene (8, 10, 12, ..., 32kg).

## Ostalo
Prvo državno prvenstvo pod okriljem saveza održano je u ožujku 2015. u Sesvetama.
Otvoreno prvenstvo Hrvatske održava se od 2011. u Pisarovini. IKSFA prvenstvo Hrvatske održava se od 2012. u Labinu. 
Jadranka Marinovic je 2011. u Milanu postala prva međunarodna prvakinja iz Australije u girevoy sport maratonu postavivši pritom novi svjetski rekord u disciplini jerk polumaraton sa 16kg (-60kg) s 523 ponavljanja.
Također je svjetska rekorderka u jerk-u s 8kg u 2h s 2789 ponavljanja.
Nakon IUKL-a najveća svjetska organizacija klasičnog vježbanja s girjama je International Gira Sport Federation (IGSF) (IGSF težinske kategorije: muškarci: -60, -65, -70, -75, -80, -90, +90kg; žene: -60, -70, +70kg). Glavna organizacija za maraton vježbanje s girjama je International Kettlebell Marathon Federation (IKMF).
Redom KetAcademy, IKFF (International Kettlebell and Fitness Federation), StrongFirst, World Kettlebell, GSU (Girevoy Sport Union), IKSFA (International Kettlebell Sport & Fitness Academy) su najveće i najuglednije kettlebell organizacije koje određuju uvjete za dodjeljivanje športskih titula, licenciraju trenere i odrađuju edukaciju.
Nazivlje
+ Girevoy sport (ili rijetko girevoy) poznat je pod engleskim nazivom kettlebell lifting (ili rjeđe kettlebell sport) što bi u slobodnom prijevodu bilo dizanje girji.
+ girja ili rusko zvono ili zvonasti uteg (rus. girya, engl. kettlebell (prije handle bell)) - tradicionalni ruski uteg napravljen od lijevanog željeza koji izgleda kao kugla s ručkom; proizvode se u težinama od 4kg pa sve (uz porast od 2kg) preko 50kg, a najčešće su od 8kg (uz porast od 4kg) do 32kg
+ KB - česta skraćenica za girju
+ kettle clamp - je sprava koja omogućava pretvaranje običnih jednoručnih utega u girju
+ girevik ili girjevik (rus. girevik, engl. kettlebell lifter) - dizač girji
+ pood - jedinica mase u kojoj se izražava masa girji
+ hvat (engl. (kettlebell) grip) - postoji više vrsta: regular, reverse, pinch, finger, ball grip
+ (engl. (kettlebell) hold) - 1 KB/2 ruke, 1 KB/1 ruka, 2 KB/1 ruka (drži obje girje), 2 KB/2 ruke (svaka drži 1 girju), 2 KB squared (2 ruke drže po 2 girje u svakoj ruci)
+ (engl. set) - vremensko trajanje izvođenja vježbe s girjama
+ (engl. RPM - Repetitions Per Minute)
+ promjena (engl. switch) - je promjena ruke u kojoj se drži girja prilikom izvođenja jednoručnih vježbi; u klasičnom načinu dozvoljena je jednom u setu (engl. 1 switch rule), a u maraton načinu neograničeno puta; postoji i tzv. brzinska promjena (engl. speed switch); dozvoljena je jednoručna promjena (engl. single hand switch), dok je dvoručna zabranjena na natjecanjima
+ (engl. kettlebell coefficient) - omogućava uspoređivanje rezultata ostvarenih korištenjem girji različitih težina u istoj težinskoj klasi i disciplini (svaka težina girje ima dodijeljen koeficijent); rezultat se računa kao umnožak broja ponavljanja i KB koeficijenta
+ rack - V pozicija ramena, lakta i zapešća gdje girja miruje
+ rebounding - nedozvoljena akcija izlaska iz rack pozicije
+ zamah (engl. swing) - osnovna vježba za girju i baza za sve ostale; postoje dva tipa: ruski (originalni) swing i američki swing
+ nabačaj (engl. clean)
+ izbačaj (engl. jerk)
+ OAJ (One Arm Jerk) - jerk koji se izvodi s jednom girjom jednoručno, održava se u formatu od 10 i 5 minuta; standardni jerk se izvodi s dvije girje dvoručno
+ long cycle - još se naziva i long jerk ili kettlebell clean and jerk; girja vježba koja se sastoji od dvije faze: clean-a te zatim  jerk-a; može se izvoditi s jednom (jednoručno) ili dvije (dvoručno) girje istovremeno
+ OALC (One Arm Long Cycle) - long cycle s jednom girjom, održava se u formatu od 10 i 5 minuta (uglavnom vježbaju žene)
+ TALC (Two Arm Long Cycle) - long cycle s dvije girje (uglavnom za muškarce, ali sve više žena prelazi s jednoručnog)
+ trzaj (engl. snatch) - osim standardnog postoje half snatch, black snatch i olympic snatch koji nisu dozvoljeni na klasičnim natjecanjima, dok je half snatch samostalna disciplina na maraton natjecanjima
+ push press, clean and push press, press / military press, clean and press, vjetrenjača (engl. windmill), kettlebell high pulls su uz swing, jerk i long cycle neke od najstandardnijih vježbi s girjama - njihovi ekvivalenti postoje u dizanju utega; u nekima su se održavala natjecanja, dok je push press također i početak izvođenja jerka
+ dodir girje s podom (ili spuštanje iste na pod) je istovremeni prestanak natjecateljske vježbe - klasično i maraton, ali ne i ultramaraton
+ open dobna skupina - otvorena natjecateljima svih godina, ali prvenstveno namijenjena onima od 20-39 godina

## Vanjske poveznice
- Službena stranica saveza
- WAKSC - Svjetska asocijacija girevoy športskih klubova  Arhivirana inačica izvorne stranice od 24. travnja 2017. (Wayback Machine)
- Girevik online